# 内 (汝拉省)
内村（法語：Ney，法語發音：[nɛ]）是法国汝拉省的一个市镇，位于该省东部偏北，属于隆斯勒索涅区。

## 地理
内村（46°44'9"N, 5°53'12"E）面积7.26 平方千米，位于法国勃艮第-弗朗什-孔泰大區汝拉省，该省份为法国东部内陆省份，北起上索恩省，西北接科多尔省，西临索恩-卢瓦尔省，南至安省，东与杜省和瑞士接壤。
与内村接壤的市镇（或旧市镇、城区）包括：尚帕尼奧勒、锡兹、卢勒、莫内城、蒙叙莫内。
内村的时区为UTC+01:00、UTC+02:00（夏令时）。

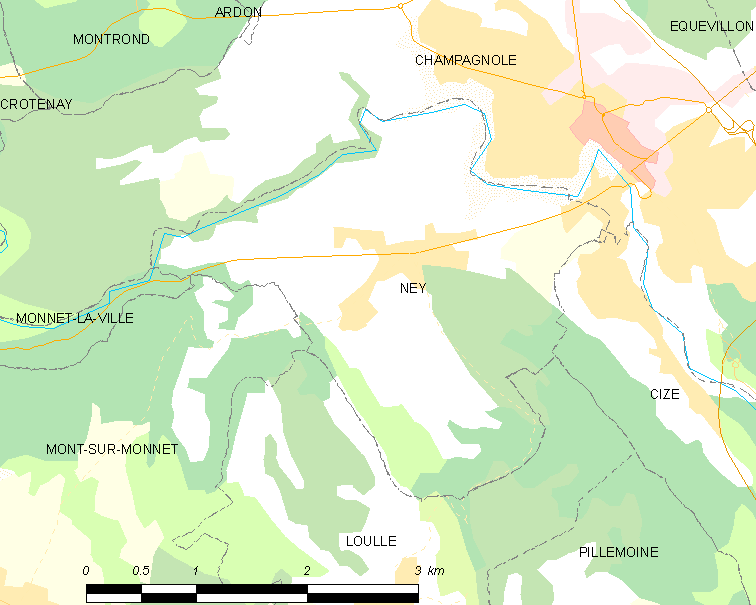
内村的OSM定位图

## 行政
内村的邮政编码为39300，INSEE市镇编码为39389。

## 政治
内村所属的省级选区为尚帕尼奥勒县。

## 交通
汝拉省省道D74线、D253线和D471线在内交汇。

## 人口

1962-2008年间内村人口变化图示

内村于2022年1月1日时的人口数量为597人。